# Mosiądz krzemowy
Mosiądz krzemowy (CuZn16Si4) – znany też pod nazwą olkusil, jest jednym z najczęściej stosowanych odlewniczych stopów miedzi i cynku, zaliczany jest do mosiądzów specjalnych.
Składa się głównie z  miedzi (80%), cynku (16%) oraz krzemu (4%) według EN 1982.

## Właściwości
Mosiądz krzemowy oznaczany też jako MK80, charakteryzuje się bardzo dobrą lejnością, skrawalnością, odpornością na ścieranie oraz korozję, przy zachowaniu korzystnych własności wytrzymałościowych. Materiał zachowuje właściwości mechaniczne w szerokim zakresie temperatur -200 °C do 200 °C, ponadto  w temperaturach rzędu -200 °C następuje nieznaczne umocnienie materiału co jest zdecydowanie korzystną cechą w porównaniu np. z właściwościami żeliwa.
| Parametr:                             | Wartość:                                                     |
| ------------------------------------- | ------------------------------------------------------------ |
| Temperatura topnienia                 | 950 – 1000 °C                                                |
| Wytrzymałość na rozciąganie (Rm)      | >500MPa                                                      |
| Granica plastyczności (Rp 0.2)        | >300MPa                                                      |
| Wydłużenie Procentowe po zerwaniu (A) | >8%                                                          |
| Gęstość                               | 8,3 kg/dm3                                                   |
| Twardość                              | >160HB                                                       |
| Odporność korozyjna (DIN 50021)       | Nie zaobserwowano oznak korozji po 1064h w próbie solankowej |

## Właściwości metalurgiczne
Krzem jako dodatek stopowy, ma bardzo silny wpływ na stopy Cu-Zn. Ogranicza rozpuszczalność cynku w miedzi w fazie α. Wraz ze wzrostem zawartości cynku zmniejsza się rozpuszczalność krzemu w roztworze stałym α. W przypadku stopu CuZn16Si4-C dobrane zostało maksymalne stężenie ilość krzemu z największą możliwą zawartością cynku.
Istotnym czynnikiem jest szybkość chłodzenia odlewów (wysoka w metodach ciśnieniowych i grawitacyjnych).  W przypadku szybszego chłodzenia następuje krystalizacja fazy α z przesyconego krzemu, co zapewnia lepsze właściwości mechaniczne w porównaniu z odlewaniem metodą traconego wosku, gdzie szybkość krzepnięcia jest zdecydowanie mniejsza.

## Zastosowanie
Mosiądz krzemowy jest stosowany jako materiał konstrukcyjny wszędzie tam, gdzie wymagana jest wysoka wytrzymałość, spasowanie oraz odporność na korozję. Produkty z MK80 są wytwarzane głównie w procesie odlewania ciśnieniowego bądź grawitacyjnego. Mosiądz krzemowy ma zastosowanie przy produkcji podzespołów maszyn, w przemyśle okiennym, przemyśle stoczniowym czy jako elementy okuć drzwiowych. Ponadto stosuje się go również w branży motoryzacyjnej oraz elektronice.

## Literatura
- Kurt Dies: Kupfer und Kupferlegierungen in der Technik. Springer, B., 1967, ISBN 3-540-03759-4.
- Romankiewicz Ferdynand, Rybakowski Marek, Modyfikacja wybranych mosiądzów odlewniczych, Katowice 1995
- Maria Głowacka, Metaloznawstwo, Gdańsk 1996, str. 319
- Lyas Khader, Alexander Renz, Adnreas Kailer, Daniel Haas, Thermal and corrosion properties of silicon nitride for copper die casting components
- Catrin Kammer, Hans Krämer, Volker Läpple: Werkstoffkunde für Praktiker. Edycja 5, europejskie pomoce naukowe, 2000, ISBN 3-8085-1325-X (Wpływ krzemu jako pierwiastka stopowego).
- E. Paul DeGarmo, J. T. Black, Ronald A. Kohser: DeGarmo's Materials and Processes in Manufacturing. Edycja 10. John Wiley & Sons, 2007, ISBN 978-0-470-05512-0 (Sekcja: stopy miedzi i cynku).